# Epsilonematina hexastoicha
Epsilonematina hexastoicha är en rundmaskart som först beskrevs av Steiner 1931.  Epsilonematina hexastoicha ingår i släktet Epsilonematina och familjen Epsilonematidae. Inga underarter finns listade i Catalogue of Life.